# كابيتل جي (كولومبيا البريطانية)
كابيتل جي (بالإنجليزية: Capital G) هي مدينة كندية تقع في مقاطعة كولومبيا البريطانية. تبلغ مساحة هذه المدينة 187.4558 (كم²)، ويبلغ عدد سكانها 5101 نسمة حسب إحصاء سنة 2006 م، بينما كان يسكنها 4307 نسمة في سنة 2001 م. تحتل هذه المدينة المرتبة رقم 682 بين مدن كندا حسب عدد السكان والمرتبة رقم 89 في المقاطعة. نما عدد السكان في هذه المدينة بنسبة (18.4) بين العامين المذكورين.

## وصلات خارجية
- الأطلس الحكومي لكندا
- إحصاءات كندا مع ساعة تعداد السكان نسخة محفوظة 23 مارس 2008 على موقع واي باك مشين.